# Le Châtelet-en-Brie
Le Châtelet-en-Brie este o comună franceză situată în departamentul Seine-et-Marne, în regiunea Île-de-France.

## Geografie

### Localizare
Situat între Melun (11 km) și Montereau-Fault-Yonne (19 km), orașul se află, de asemenea, la mai puțin de 5 km de pădurea Fontainebleau.

### Comune limitrofe
| Sivry-Courtry    |                 | La Chapelle-Gauthier |
|                  |                 | Les Écrennes         |
| Fontaine-le-Port | Féricy Machault | Pamfou               |

### Geologie și relief
Comuna este clasificată în zona de seismicitate 1, corespunzătoare unei seismicități foarte scăzute. Altitudinea variază de la 57 de metri la 113 metri pentru punctul cel mai înalt, centrul localității fiind situat la aproximativ 89 de metri altitudine (primărie).

### Hidrografie
Rețeaua hidrografică a comunei este alcătuită din șase cursuri de apă referențiate:
- Pârâul Chaumont, 14,74 km[6], și;
- Pârâul Châtelet, lung de 10,86 km[7], afluenți ai Senei;
  - Pârâul Grands Champs, 9,20 km[8], afluent al Châteletului;
  - Pârâul Guénin, 5,39 km[9], care confluează cu pârâul Châtelet;
- Șanțul 01 al castelului Dames, canal de 2,70 km[10];
- Canalul 01 de la Coudre, 1,58 km[11].

Lungimea liniară totală a cursurilor de apă de pe teritoriul comunei este de 17,27 km.

### Climă
În 2010, clima comunei este de tip oceanic degradat al câmpiilor din Centru și Nord, conform unui studiu al Centrului Național de Cercetare Științifică (CNRS) bazat pe o serie de date care acoperă perioada 1971-2000. În 2020, Météo-France publică o tipologie a climei Franței metropolitane, în care comuna este expusă unei clime oceanice alterate și se află în regiunea climatică Nord-Est a bazinului Parisian, caracterizată printr-un nivel redus de însorire, precipitații medii distribuite regulat pe parcursul anului și ierni reci (3 °C).
Pentru perioada 1971-2000, temperatura anuală medie este de 11,2 °C, cu o amplitudine termică anuală de 15,5 °C. Cumulul anual mediu de precipitații este de 723 mm, cu 11,2 zile de precipitații în ianuarie și 7,7 zile în iulie. Pentru perioada 1991-2020, temperatura medie anuală observată la stația meteorologică Météo-France cea mai apropiată, situată în comuna Fontainebleau la 13 km distanță, este de 11,1 °C, iar cumulul anual mediu de precipitații este de 740,1 mm.
Pentru viitor, parametrii climatici estimati pentru comună pentru anul 2050, conform diferitelor scenarii de emisii de gaze cu efect de seră, pot fi consultati pe un site dedicat publicat de Météo-France în noiembrie 2022.

#### Zone naționale de interes ecologic, faunistic și floristic
Inventarul zonelor naturale de interes ecologic, faunistic și floristic (ZNIEFF) are ca obiectiv realizarea unei acoperiri a zonelor cele mai interesante din punct de vedere ecologic, în principal în perspectiva îmbunătățirii cunoașterii patrimoniului natural național și de a furniza diferiților decidenți un instrument de ajutor pentru luarea în considerare a mediului în amenajarea teritoriului.
Teritoriul comunei Le Châtelet-en-Brie cuprinde o ZNIEFF de tip 1, „Pădurea Barbeau și pădurea Saint-Denis” (814,38 ha), care acoperă 5 comune din departament și două ZNIEFF de tip 2:
- „Buisson de Massoury” (1261 ha), care acoperă 9 comune din departament[22];
- „Pădurea Barbeau și pădurea Saint-Denis” (814 ha), care acoperă 5 comune din departament[23];

## Urbanism

### Tipologie
La 1 ianuarie 2024, Le Châtelet-en-Brie este clasificată ca târg rural, conform noii grile comunale de densitate cu șapte niveluri definită de INSEE (Institutul Național de Statistică și Studii Economice) în 2022. Aparține unității urbane Le Châtelet-en-Brie, o unitate urbană monocomunală care constituie un oraș izolat. În plus, comuna face parte din aria metropolitană a Parisului, fiind una dintre comunele de la periferie, această zonă reunind 1.929 de comune.

### Utilizarea terenurilor
Teritoriul comunei este compus în 2017 din 88,19% spații agricole, forestiere și naturale, 3,74% spații deschise artificializate și 8,07% spații construite artificializate.

## Toponimie
Numele localității este menționat sub formele Castellarium în 1115; Prepositus de Castellari în jurul anului 1154 ; Castellerium în 1180; Chastelé în 1209; Chastelier în 1210 ; Ballivia de Castellerio în 1227; Castelletum în 1232; Castellare juxta Meledunum în 1244; De Castelleyo în 1308; Le Chastellé en Brie în 1365; Le Chastelé en Brie în 1384; La parroisse de Chastellé en Brie ou bailliage de Meleun în 1385; Chastellé în 1469; Le Chastellé în 1634; Le Castelet en Brie în 1784; Le Chatelet în 1793, Le Châtelet-en-Brie în secolul al XX-lea.
Din latinul castellum, „castel” și sufixul diminutiv -et.
În Brie, regiune naturală franceză situată la est de Paris.

## Istorie
Le Châtelet-en-Brie își trage numele de la castelletum, acel post militar pe care romanii l-au stabilit la jumătatea distanței dintre Condate (Montereau) și Melodunum (Melun). Și, foarte probabil, ajungând pe acest loc, au găsit, construite pe colină în jurul izvorului sacru devenit astăzi fântâna Sainte-Reine, colibele câtorva gali vânători, păstori și, deja, țărani.
Satul a cunoscut apoi soarta puțin invidiată a târgurilor situate pe marile drumuri de invazie. Stabilirea francilor, în secolul al V-lea, nu a adus nicio îmbunătățire vieții cotidiene a unei populații care reușea cu greu să-și asigure existența și era aproape lipsită de orice drept.
În ciuda jugului feudal, secolele al XII-lea și al XIII-lea au fost o perioadă de relativă prosperitate, dispariția iobăgiei permițând țăranilor să se stabilească pe cele mai aride pământuri ale domeniilor senioriale sau ecleziastice.
Odată cu războiul de o sută de ani, războaiele religioase și tulburările Ligii, secolele următoare au adus calamități și jafuri, constrângând stăpânii locurilor și locuitorii să-și consolideze apărarea: astfel, au trebuit să suporte, în teroare, în 1358, trecerea trupelor lui Carol cel Rău, regele Navarei, și a aliaților săi englezi; în 1420, a fost năvala armatelor lui Henric al V-lea al Angliei și a aliatului său Filip, ducele Burgundiei; în 1590, Henric al IV-lea, venit din Béarn-ul său, traversa Le Châtelet pentru a merge să cucerească Melunul.
Au existat și vizite mai plăcute: astfel, pe 24 octombrie 1284, cea a viitorului rege Filip al IV-lea cel Frumos, care a făcut o escală în sat. Același rege, după ce a fondat la Poissy mănăstirea Saint-Louis pentru a găzdui călugărițe dominicane, le-a acordat, în 1314, dreptul de justiție și anumite drepturi feudale asupra parohiei Châtelet și a împrejurimilor sale, de la Écrennes până la Héricy.
În 1384, aceste Doamne de la Poissy au achiziționat senioria Châtelet și casa fortificată care a început să fie numită „castelul Doamnelor”. Acest castel, reconstruit sau amenajat de mai multe ori, este astăzi proprietate comunală.
Revoluția a pus capăt drepturilor și privilegiilor călugărițelor de la Poissy. Locuitorii din Châtelet și-au făcut cunoscute doleanțele cu o mare speranță de schimbare. Și-au plantat arborele libertății, au manifestat pentru a-și apăra libertatea de cult și au trăit, fără conflicte excesive, această perioadă agitată.
Sub Imperiu, locuitorii din Châtelet au avut mai multe ocazii de a-l primi pe Napoleon I pe drumul de vânătoare; în 1809, au aclamat soldații glorioși ai lui Suchet pe drumul spre Spania; în 1814, au regăsit aceleași trupe, chemate de data aceasta pentru a opri invazia wurttemberghezilor și a rușilor, și l-au ajutat pe generalul Pajol care a reușit să oprească avansul inamic la Montereau. Dar a fost doar provizoriu. Comuna a fost apoi, timp de patru ani, supusă ocupației și jafurilor.
A cunoscut din nou nenorocirile războiului: în 1870, un grup de franc-tirori din Châtelet s-a opus avansului prusacilor, pierzând trei dintre ai săi. Monumentul ridicat în 1919, după Primul Război Mondial, poartă numele a 52 de dispăruți; au fost adăugate 9 după tragedia din 1940-45.
Populația din Châtelet a fost, evident, foarte afectată de războaie, epidemii sau ierni prea aspre, cum ar fi cea din 1709, care a făcut 96 de morți; cu toate acestea, s-a menținut, timp de mai multe secole, aproape de o mie de locuitori.
În 1850, comuna a ratat ocazia unei dezvoltări economice și demografice refuzând trecerea trenului pe teritoriul său. Dar un secol mai târziu, dezvoltarea locuințelor individuale în Ile-de-France și dezvoltarea rețelei rutiere și autostrăzilor au transformat micul sat agricol într-un târg de aproape patru mii cinci sute de locuitori hotărâți să-și scrie propria pagină de istorie...
Le Châtelet-en-Brie a fost eliberat de ocupația germană de armata americană pe 26 august 1944. Numele „rue du 26-Août-1944” păstrează memoria acestui eveniment.

## Populația și societatea

### Date demografice
Evoluția numărului de locuitori este cunoscută prin recensămintele populației efectuate în comună începând din 1793. Pentru comunele cu mai puțin de 10 000 de locuitori, un recensământ al întregii populații este realizat la fiecare cinci ani, populațiile legale pentru anii intermediari fiind estimate prin interpolare sau extrapolare.
În 2022, comuna număra 4 231 locuitori, în scădere cu -5,05 % față de 2016 (Seine-et-Marne: +3,92 %, Franța fără Mayotte: +2,11 %).
| An        | 1793  | 1806  | 1841  | 1861  | 1876 | 1886 | 1901 | 1921 | 1936 | 1962  | 1982  | 2006  | 2014  | 2022  |
| --------- | ----- | ----- | ----- | ----- | ---- | ---- | ---- | ---- | ---- | ----- | ----- | ----- | ----- | ----- |
| Populație | 1 041 | 1 039 | 1 115 | 1 021 | 968  | 915  | 906  | 924  | 943  | 1 170 | 3 724 | 4 440 | 4 436 | 4 231 |

## Cultură locală și patrimoniu

### Locuri și monumente
- Biserica Sainte-Marie-Madeleine, clasificată monument istoric (1921)[48]. În inima satului, biserica, sub patronajul penitenței din Magdala, Sfânta Maria Magdalena, își înalță cu mândrie clopotnița până la 42 de metri deasupra solului. Construcția edificiului se întinde din secolul al XIII-lea pentru părțile cele mai vechi (sanctuar, cor, transept), până la sfârșitul Evului Mediu. Clopotnița, punct de reper pentru numeroase drumuri din împrejurimi, este pătrată, cu trei etaje și acoperită de un acoperiș în două pante tipic regiunii Brie, surmontat de o fleșă de lemn acoperită cu ardezie. Planul bisericii este relativ simplu. Ansamblul pare să dateze din prima jumătate a secolului al XIII-lea, în ciuda arhaismului bolților sexpartite ale corului. Nava, mult mai sobră, cu o structură aparentă din lemn, atestă o construcție în mai multe etape, realizată de diferiți comitenți. Corul cuprinde două travee boltite, mărginită la sud de o fostă capelă seniorială. Structura de lemn care o acoperă este un frumos exemplu de structură medievală, odinioară decorată cu un lambriu înlocuit astăzi cu un tencuială de ipsos. Nava este mărginită, la sud, de o galerie de lemn care servește drept pridvor și, la nord, de o navă laterală actualmente dezafectată. Lângă partea nordică a corului se înalță clopotnița bisericii, ale cărei prime etaje par să dateze din secolul al XIII-lea, în timp ce nivelurile superioare au fost construite abia la sfârșitul Evului Mediu sau poate chiar în epoca clasică.
- Castelul Doamnelor, restaurat în secolul al XIX-lea, iar domeniul său transformat în centru cultural.
- Parcul Sainte-Reine și capela Sainte-Reine.
- Castelul Bois-Louis.
- Spălătoria publică.

### Personalități
- Auguste Rodin (1840 - 1917), sculptor. Venea la numărul 3, rue du 26-août-1944 (pe atunci șoseaua spre Melun). Această casă era locuită de doctorul Vivier. Prieten al lui Rodin, acest medic o îngrijea pe partenera acestuia, Rose Beurret. Având o inimă fragilă, ea venea să se odihnească la Le Châtelet-en-Brie.